# سان ویتو دی لگوتزانو
سان ویتو دی لگوتزانو (به ایتالیایی: San Vito di Leguzzano) یک کومونه در ایتالیا است که در استان ویچنزا واقع شده‌است. سان ویتو دی لگوتزانو ۶٫۱۳ کیلومتر مربع مساحت و ۳٬۶۰۸ نفر جمعیت دارد و ۱۵۸ متر بالاتر از سطح دریا واقع شده‌است.

## خواهرخوانده
شهر التدراف، لویر باواریا خواهرخواندهٔ سان ویتو دی لگوتزانو هست.